# Lago Vannino
Il Lago Vannino è un lago che si trova nel comune di Formazza, in provincia del Verbano-Cusio-Ossola. 

## Storia
Il lago è di origine naturale ed è stato rialzato da una diga costruita tra il 1917 e il 1921. La diga è lunga 120 metri ed è alta 23 metri. Ha una capacità massima di 9.540.000 m3 di acqua. Va ad alimentare la centrale idroelettrica di Ponte, convogliando anche le acque del lago Sruer (o Obersee) e del lago Busin Inferiore.

## Caratteristiche
Il lago si trova ad una quota di 2177 m, in alta Val Formazza, ed è dominato dalle Torri del Vannino. Presso il lago sorge il Rifugio Eugenio Margaroli. Il lago raccoglie le acque che fuoriescono dal sovrastante Lago Sruer e il suo emissario, il torrente Vannino, confluisce nel Toce a Valdo.